# Trigonidium inopinum
Trigonidium inopinum är en insektsart som beskrevs av Otte, D. och Cowper 2007. Trigonidium inopinum ingår i släktet Trigonidium och familjen syrsor. Inga underarter finns listade i Catalogue of Life.